# Trybunał inkwizycji w Bolonii

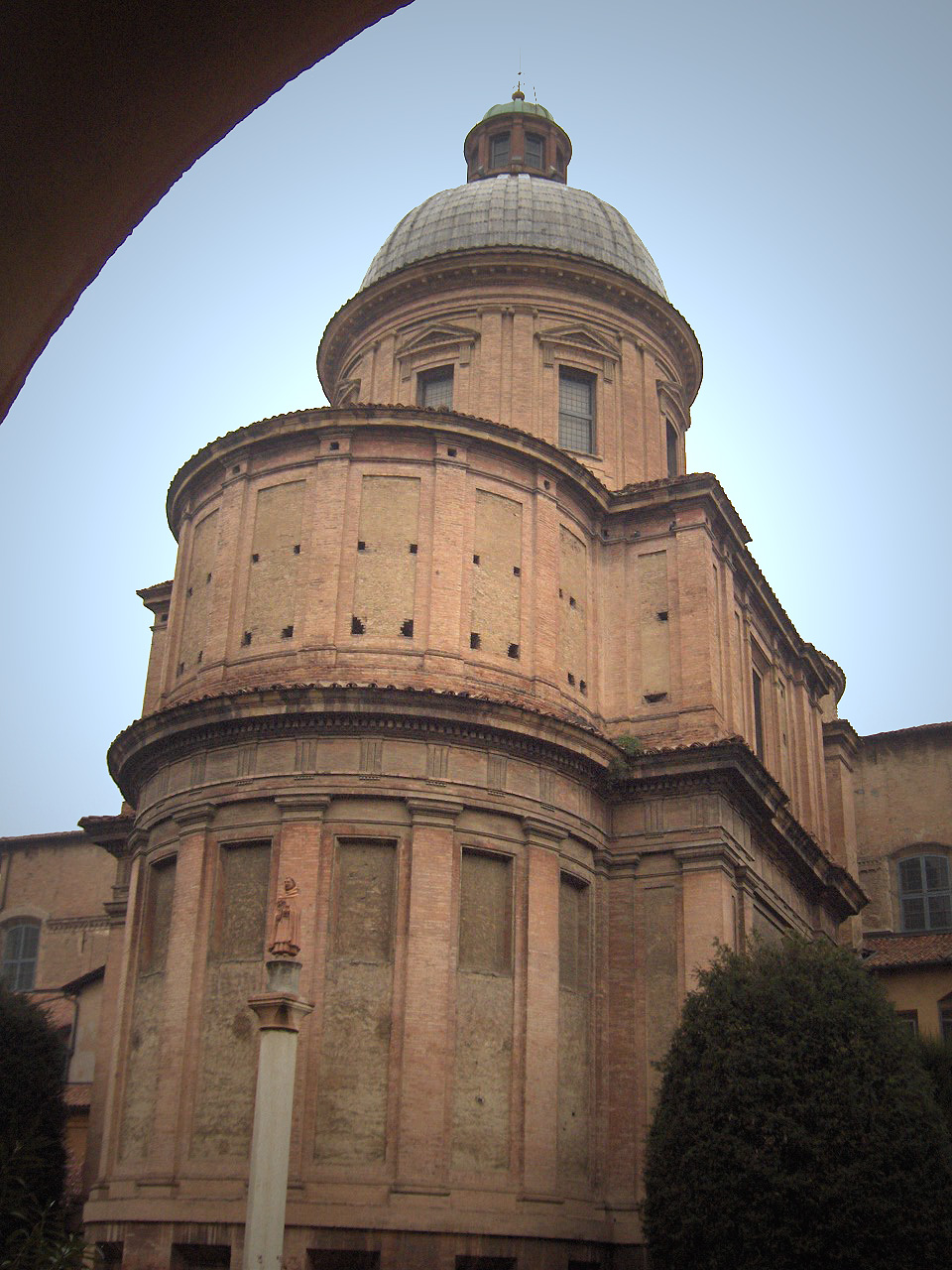
Konwent S. Domenico w Bolonii, dawna siedziba bolońskiego trybunału inkwizycji

Trybunał inkwizycji w Bolonii – sąd inkwizycyjny, mający swą siedzibę w Bolonii w Państwie Kościelnym. Działał od XIII wieku do 1859 (z krótką przerwą 1796–1824) i był kierowany przez dominikanów. Od połowy XVI wieku należał do struktur inkwizycji rzymskiej.

## Historia
Początki inkwizycji w Bolonii sięgają roku 1254, gdy w mieście tym odnotowano działalność dominikańskiego inkwizytora Aldobrandino da Reggio. Początkowo jednak inkwizytorzy działający w Bolonii nie byli przypisani konkretnie do tego miasta i jego okręgu, lecz tytułowali się ogólnie jako inkwizytorzy Lombardii. Pierwszym inkwizytorem tytułującym się jako inkwizytor Bolonii był Guido Capello da Vicenza pod sam koniec XIII stulecia.
W latach 90. XIII wieku w Bolonii odbyła się jedna z ostatnich odnotowanych akcji inkwizycyjnych przeciwko katarom we Włoszech. Mimo że w Bolonii katarzy byli niewiele znaczącą mniejszością, działania przeciwko nim nie były bezwarunkowo akceptowane przez ludność i w maju 1299 doszło do tumultu przeciwko inkwizytorom, który jednak został szybko spacyfikowany. W pierwszej dekadzie XIV wieku trybunał boloński koncentrował się na ściganiu członków sekty braci apostolskich.
Bolonia była jednym z głównych ośrodków zakonu dominikańskiego we Włoszech w średniowieczu. W mieście tym mieściło się zakonne studium generale, które może uchodzić za prawdziwą kuźnię kadr inkwizycji. Wielu średniowiecznych inkwizytorów bolońskich pełniło funkcję regenta studiów w bolońskim studium generale i wykładało na miejscowym uniwersytecie. Trybunał inkwizycji w Bolonii był najważniejszym i najbardziej prestiżowym trybunałem inkwizycyjnym w dominikańskiej prowincji zakonnej Lombardii Dolnej, utworzonej w 1304. Od końca XIV wieku Bolonia stała się ośrodkiem ruchu obserwanckiego w zakonie dominikańskim. Konwent S. Domenico w 1459 wszedł w skład nowo utworzonej Kongregacji Lombardzkiej, będącej autonomiczną strukturą w zakonie dominikańskim, niezależną od władzy prowincjała Lombardii Dolnej. Wikariusz Kongregacji przejął prawo mianowania inkwizytorów bolońskich. W 1531 Kongregacja ta została przekształcona w regularną prowincję Obojga Lombardii, podczas gdy Lombardię Dolną zredukowano do rangi wikariatu i odsunięto od sprawowania funkcji inkwizytorskich.
W XV wieku działalność inkwizycji bolońskiej koncentrowała się na zwalczaniu nekromancji, głównie wśród duchownych. W 1452 wybudowano nowe więzienie dla przetrzymywania podejrzanych, które następnie rozbudowano w 1472 i 1482. Najbardziej spektakularnym wydarzeniem w tym okresie było spalenie w 1498 zielarki Gentile Cimitri, którą oskarżono o spowodowanie śmierci syna Giovanniego Bentivoglio, lorda Bolonii.
W 1542 papież Paweł III powołał do życia Kongregację Rzymskiej i Powszechnej Inkwizycji, która stała się naczelnym sądem inkwizycyjnym we Włoszech, koordynującym działania lokalnych inkwizytorów przeciwko przenikaniu herezji protestanckich do Włoch. Trybunał boloński był jednym z tych, które najwcześniej podjęły ścisłą współpracę z Kongregacją. Już w 1550 Kongregacja przejęła od władz zakonu dominikańskiego kontrolę nad nominacjami inkwizytorskimi w Bolonii. Procesy przeciwko domniemanym zwolennikom reformacji rozpoczęły się w Bolonii już w roku 1543. Najbardziej spektakularnym sukcesem bolońskiej inkwizycji w tym czasie było nawrócenie biskupa anabaptystów Pietro Manelfiego w 1551, który wyjawił bardzo dużo informacji na temat swych byłych współwyznawców. Największe nasilenie represji antyprotestanckich miało jednak miejsce w latach 1566–1569, gdy wielu protestantów spalono, potępiono zaocznie, skazano na galery lub przekazano do Rzymu w celu osądzenia. Sporadycznie dochodziło też do procesów o czary.
W latach 1568–1569 wybudowana została nowa siedziba trybunału inkwizycyjnego.
W latach 1619–1622 inkwizytor Paolo Vicari prowadził proces w sprawie szeregu aktów świętokradztwa (zwł. niszczenia świętych obrazów), jakie miały miejsce w mieście. W rezultacie czterech sprawców tych czynów zostało skazanych na śmierć i straconych.
Boloński trybunał został po raz pierwszy zniesiony 24 czerwca 1796 przez francuskiego generała Augereau, który kilka dni wcześniej zajął Bolonię na czele wojsk rewolucyjnej Francji. Decyzja francuskiego generała została potwierdzona przez senat boloński 6 czerwca 1798. W tym czasie wiele dokumentów archiwalnych inkwizycji bolońskiej zostało zniszczonych lub uległo rozproszeniu.
W 1815 Bolonia, na mocy postanowień kongresu wiedeńskiego, ponownie znalazła się w granicach Państwa Kościelnego, jednak w międzyczasie wiele dóbr kościelnych (zwł. zakonnych) znalazło się w rękach świeckich. Ten los spotkał m.in. konwent S. Domenico, który skonfiskowano na cele publiczne. Dopiero w 1824 dominikanom udało się odzyskać konwent i w grudniu tego roku papież Leon XII odnowił w Bolonii trybunał inkwizycji, który jednak nie przejawiał zbyt dużej aktywności. 
Najbardziej znanym epizodem z tego okresu jest sprawa odebrania w 1858 roku żydowskim rodzicom w Bolonii kilkuletniego syna Edgardo Mortary, który został ochrzczony przez niańkę. Prawo kościelne w takim przypadku nakazywało, że ochrzczone dziecko musi się wychowywać wśród chrześcijan. Nakaz odebrania rodzicom Edgardo Mortary wydał inkwizytor Bolonii Pier Gaetano Feletti. Sprawa ta odbiła się szerokim echem w międzynarodowej prasie i negatywnie wpłynęła na wizerunek Stolicy Apostolskiej.
Trybunał boloński został definitywnie zniesiony po zajęciu Bolonii przez jednoczące Włochy wojska królestwa Sardynii w 1859. Dekret o jego likwidacji został wydany 14 listopada 1859.

## Organizacja
Siedziba trybunału znajdowała się w dominikańskim konwencie S. Domenico w Bolonii. Jurysdykcji inkwizytora podlegała diecezja bolońska. Na prowincji reprezentowany był przez wikariuszy rejonowych, wywodzących się zwykle spośród zakonników, ale niekiedy także z kleru diecezjalnego. Pod koniec XVII wieku obszar jurysdykcji inkwizycji bolońskiej podzielony był na siedemnaście wikariatów rejonowych. Od 1451 w Bolonii działało też świeckie Bractwo Świętego Krzyża, mające za zadanie materialne wspieranie inkwizytora.
Trybunał boloński w wewnętrznej hierarchii zakonu dominikańskiego zaliczany był do trybunałów pierwszej (czyli najwyższej) klasy. Wielu bolońskich inkwizytorów piastowało później wysokie stanowiska zarówno w swym zakonie, jak i w hierarchii kościelnej. Generałami zakonu zostali Leonardo Dati, Bartolomeo Commazio, Vincenzo Bandello, Francesco Silvestri i Angelo Domenico Ancarani. Godność biskupią osiągnęli np. Guido Capello da Vicenza, Egidio Galluzzi, Girolamo Muzzarelli, Vincenzo Mazzoleni czy Mariano Baldassare Medici.

## Archiwum
Archiwum bolońskiej inkwizycji zostało w dużej mierze zniszczone podczas rozruchów rewolucyjnych w 1797, jednak pomimo tego trybunał ten należy do stosunkowo nielicznego grona trybunałów włoskich, po których zachował się dość bogaty zasób dokumentacji, w tym dokumentacji procesowej i to obejmującej także okres średniowiecza. Zachowały się dwa zbiory dokumentacji procesowej z XIII i XIV wieku; pierwszy obejmuje lata 1291–1310, drugi 1387–1392. Dla późniejszego okresu zachowały się dwie kolekcje dokumentacji. Pierwsza przechowywana jest w Biblioteca dell'Archiginnasio w Bolonii i zawiera 15 tomów akt procesowych, 30 tomów korespondencji z Kongregacją Świętego Oficjum oraz 34 tomy dokumentacji innego rodzaju. Druga kolekcja znajduje się w bolońskim archiwum diecezjalnym i zawiera zaledwie 29 akt procesowych z lat 1635–1792.
Na podstawie powyższych zasobów dokumentacyjnych da się odtworzyć częściowe statystyki dla niektórych okresów działalności trybunału. W latach 1291–1299 udokumentowane są postępowania wobec 363 osób, z czego jednak aż 343 to uczestnicy antyinkwizycyjnego tumultu z 1299, którzy formalnie nie byli oskarżeni o herezję. Z kolei w latach 1543–1583 udokumentowanych jest 156 procesów o herezję (w tym 19 zaocznych) i 8 procesów o czary.
Do egzekucji z wyroku bolońskich inkwizytorów dochodziło w latach 1254 (cztery osoby), ok. 1296/98, 1297, 1299 (dwie osoby), 1303, 1304, 1305, 1307, 1308, 1468, 1481, 1498, 1509, 1531, 1559 (cztery osoby), 1567 (siedem osób), 1568 (dwie osoby), 1572, 1577, 1579 (dwie osoby), 1581, 1583, 1587, 1588 (dwie osoby), 1589 (dwie osoby), 1618, 1622 (cztery osoby), 1628, 1675, 1710 i 1744 – łącznie co najmniej 51 egzekucji. Do tego można doliczyć jeszcze co najmniej 15 wyroków śmierci, które nie zostały wykonane ze względu na ucieczkę oskarżonych lub interwencję władz świeckich (po jednej w 1451 i 1497, jedenaście w latach 1566–1569 i po jednej w 1591 i 1594).

## Inkwizytorzy Bolonii
Możliwy do ustalenia katalog inkwizytorów bolońskich obejmuje prawie dziewięćdziesięciu zakonników dominikańskich. Nie zawiera on jakichś istotnych luk, aczkolwiek z uwagi na wyrywkowo ustalone daty urzędowania inkwizytorów działających od końca XIII wieku do połowy XV wieku nie ma pewności, czy jest on kompletny. Początkowo zdarzało się, że w trybunale zasiadało jednocześnie dwóch inkwizytorów.
- Guido Capello da Vicenza OP (1296–1304)[31]
- Guido da Parma OP (1304–1305)[32]
- Niccolò Tascheri da Bologna OP (1305–1310)[32]
- Niccolò di Ripatransone OP (1311)[33]
- Ruggero da Petriolo OP (udokumentowany 1311–1312)[34]
- Manfredo da Parma OP, koinkwizytor (1299–1303), inkwizytor (udokumentowany 1314–1318)[33]
- Bartolomeo d'Ascoli OP (1321)[35]
- Lamberto da Cingulo OP (udokumentowany 1322–1336 jako inkwizytor Bolonii i Ferrary)[36]
- Egidio Galluzzi OP (1329–1334)
- Giacomo d'Ancona OP (1346–1348)[37]
- Simone di San Severino OP (udokumentowany w 1351)[38]
- Marco da Verona OP (udokumentowany 1353–1355)[39]
- Paulino da Forolivio OP (udokumentowany w 1356)[40]
- Giovanni da Pesaro OP (udokumentowany w 1364)[40]
- Giacomo de Abellis da Bologna OP (udokumentowany w 1376)[41]
- Paolo Solimani OP (udokumentowany w 1381)[41]
- Federico da Venezia OP (udokumentowany w 1383)[42]
- Giovanni Solimani OP (udokumentowany 1387–1389)[41][43]
- Giovanni di San Domenico OP (udokumentowany w 1391–1395)[44]
- Giovanni di San Severino OP (udokumentowany 1401–1404)[41][45]
- Leonardo Dati OP (1405–1409)[40][41]
- Domenico da Venezia OP (udokumentowany w 1413)[41]
- Benigno da Ripatransone OP (udokumentowany 1418–1420)[40][41]
- Angelo Novello da Bologna OP (udokumentowany 1425–1428)[46]
- Ludovico Tosi da Pisa OP (udokumentowany 1430–1433)[41][47]
- Antonio da Oria OP (udokumentowany 1437)[48]
- Gaspare Sighicelli OP (udokumentowany 1440–1450)[40][49]
- Corrado di Germania OP (1450–1451)[40]
- Domenico Catalano OP (1451–1452)[40]
- Pietro de Mallorca OP (1452–1456)[40]
- Michele di Olanda OP (1456–1460)[50]
- Gabriele Cassafages di Barcelona OP (1460–1464)[40]
- Vercellino Albertini OP (1464–1465)[40]
- Girolamo Parlasca da Como OP (1465–1466)[40]
- Bartolomeo de Montagnano OP (1466–1467)[40]
- Giovanni da San Miniato OP (1467–1468)[40]
- Simone da Novara OP (1468–1474)[50]
- Michele di Olanda OP [ponownie] (1474–1478)[50]
- Bartolomeo Commazio da Bologna OP (1478–1484)[40][50]
- Domenico Pirri da Gargnano OP (1485–1490)[50]
- Vincenzo Bandello di Castelnuovo OP (1490–1493)[50]
- Girolamo Albertucci dei Borselli OP (1493–1494)[50]
- Giovanni Cagnazzo da Taggia OP (1494–1513)[50]
- Girolamo Fantoni da Vigevano OP (1513–1517)[50]
- Eustachio Piazzesi da Bologna OP (1517–1519)[50]
- Francesco Silvestri OP (1519–1525)[50]
- Stefano Foscarari OP (1526–1547)[50]
- Tommaso Maria Beccadelli OP (1548)[51][52]
- Girolamo Muzzarelli OP (1548–1550)[51]
- Leandro Alberti OP (1550–1552)[51]
- Reginaldo Nerli OP (1552–1554)[51]
- Eustachio Locatelli OP (1554–1560)[51]
- Antonio Balducci OP (1560–1572)[51]
- Innocenzo Morandi OP (1572–1574)[51]
- Aurelio Odasio da Martinengo OP (1574)[51]
- Angelo Mirabino da Faenza OP (1574–1578)[51]
- Eliseo Capis da Venezia OP (1578–1585)[51]
- Antonio Spadini OP (1585–1596)[51]
- Stefano Guaraldi OP (1596–1600)[51]
- Pietro Martire Festi OP (1600–1602)[51]
- Tommaso Istriani OP (1602–1606)[51]
- Paolo Vicari OP (1606–1643)[51]
- Prospero Bagarotti OP (1643–1647)[51]
- Vincenzo Preti OP (1647–1650)[51]
- Pietro Maria Passerini OP (1650–1651)[51]
- Guglielmo Fuochi OP (1652–1660)[51]
- Giovanni Vincenzo Paolini OP (1660–1669)[51]
- Sisto Cerchi OP (1669)[51]
- Michele Pio Passi OP (1670–1674)[51]
- Sisto Cerchi OP [ponownie] (1674–1679)[51]
- Tommaso Mazza OP (1679–1681)[51]
- Paolo Girolamo Giacconi OP (1681–1695)[51]
- Pio Felice Cappasanta OP (1695–1705)[51]
- Antonio Leoni OP (1705–1710)[51]
- Giordano Vignali OP (1710–1721)[51]
- Vincenzo Mazzoleni OP, koadiutor (1718–1721), inkwizytor (1721–1727)[51]
- Paolo Girolamo Gallarate OP (1728–1730)[51]
- Giuseppe Luigi de Andujar OP (1730–1737)[51]
- Bonaventura Maria Grossi OP (1737–1739)[51]
- Tommaso Maria de Angelis da Jesi OP (1739–1768)[51]
  - Serafino Maccarinelli da Brescia OP, koadiutor (1763–1764)[51]
- Pietro Paolo Salvatori OP, koadiutor (1764–1768), inkwizytor (1768–1785)[51]
- Tommaso Vincenzo Pani OP (1785–1789)[51]
- Vincenzo Lodovico Pavoni OP (1789–1792)[51]
- Vincenzo Maria Alisani OP (1792–1796)[53]
- Mariano Baldassare Medici OP (1824–1832)
- Angelo Domenico Ancarani OP (1838)
- Pier Gaetano Feletti OP (1838–1859)